# Super Mario Land
Super Mario Land is een platformspel, uitgebracht voor de Game Boy in 1990. Het spel werd eerst gelanceerd in Japan op 21 april 1989. Daarna was Noord-Amerika aan de beurt in augustus 1989 en ten slotte Europa op 28 september 1990.
Super Mario Land is Mario's eerste computerspelavontuur voor de Game Boy. In het verhaal moet Mario Princess Daisy redden uit de klauwen van Tatanga, de mysterieuze spaceman.
Anders dan bij alle vorige Mariospellen, werd Super Mario Land niet geproduceerd door Shigeru Miyamoto, maar door Gunpei Yokoi. Daardoor zijn bijna alle personages en het uiterlijk wat in dit spel werd geïntroduceerd, in geen ander spel opgedoken, hoewel de meeste voorwerpen direct uit Super Mario Bros. werden gehaald. Het spel verschilt een beetje van de traditie, want Mario moet deze keer Princess Daisy redden in plaats van Princess Peach.

## Het verhaal
Super Mario Land speelt zich af in het Sarasaland, het fictieve koninkrijk van Princess Daisy. Op een dag wordt het koninkrijk verdeeld in vier werelden, genaamd: Birabuto, Muda, Easton en Chai. Even later verschijnt de mysterieuze alien Tatanga. Hij hypnotiseert alle inwoners van het land en ontvoert de prinses om met haar te trouwen. Het is nu aan Mario om Daisy te redden en de kwaadaardige Tatanga te verslaan. Hij moet de vier werelden doorkruisen en het opnemen tegen hordes vijanden en eindbazen.

## De werelden
Het Sarasaland bestaat uit vier thematische werelden met elk drie levels:
Wereld 1 - Birabuto
Birabuto is een woestijnwereld bestaande uit drie levels, met piramides en thematische objecten op de achtergrond. De eindbaas van deze wereld is King Totomesu, een vuurspuwende sphinx.
Wereld 2 - Muda
Muda is een oceaanwereld die zich voornamelijk afspeelt op en onder het water. De eindbaas van deze wereld is Dragonzamasu, een zeepaard met krachtige bubbelaanvallen.
Wereld 3 - Easton
Easton is een wereld met als thema Paaseiland. Moais sieren de achtergrond in de levels en de eindbaas van deze wereld is Hiyoihoi. Hij is een wezen gemaakt van rots en vuurt kleinere stenen, genaamd Ganchans, op Mario af.
Wereld 4 - Chai
Chai is een Aziatisch gethematiseerde wereld met Aziatische muziek en bamboe op de achtergrond. De eindbaas van deze laatste wereld is de levende wolk Biokinton. Wanneer hij wordt verslagen, begint de finale: Mario moet het opnemen tegen Tatanga, die zijn aanvallen uitvoert vanuit zijn ruimteschip.

## Gameplay
Super Mario Land is een variant op Super Mario Bros. voor de NES. Mario neemt zoals gewoonlijk weer de hoofdrol op zich om Princess Daisy uit de klauwen van de kwaadaardige Tatanga te redden. Personages zoals Luigi, Bowser en Princess Peach komen niet in het spel voor.
Mario heeft slechts één basisaanval: de springaanval. Zo kan hij op de vijand springen om hem te verslaan. Sommige tegenstanders moeten echter op een andere manier worden verslagen omdat ze voor de springaanval gewapend zijn. Er zijn ook enkele power-ups aanwezig in het spel. Zo is er de welbekende Super Mushroom waarmee Mario kan groeien en zo extra beschermd is tegen vijanden. Ook aanwezig is de Fire Flower: Mario krijgt de krachten om vuurballen te schieten naar zijn tegenstanders en ze zo op een gemakkelijke manier te kunnen uitschakelen. Ook kan de Fire Flower dienen om moeilijk bereikbare munten te pakken. In elk level is er een zogenaamd checkpoint; als Mario wordt verslagen zal hij vanaf dit punt weer kunnen vertrekken. Het checkpoint is in elk level ongeveer halfweg terug te vinden. 
Mario zal in het spel ook 1-ups terugvinden: hiermee zal hij een extra leven krijgen. Staat de levensmeter op "0", dan is het spel afgelopen en zal Mario vanvoorafaan terug moeten beginnen. 1-ups kunnen worden verkregen door bijvoorbeeld 100 munten te verzamelen (in het level zelf en door in bepaalde pijpen te duiken en verborgen kamers met munten te bezoeken) of gewoon tegen een blok met een 1-up(een hartje) te springen. Als Mario 100.000 punten verzamelt zal er een extra optie verschijnen waardoor hij - als hij al zijn levens verliest - gewoon terug bij het laatst gespeelde level kan beginnen (continue).
In level 6 en 12 zal Mario een duikboot of vliegtuig besturen. Hij zal de hele tijd kunnen schieten naar de vijanden, dus de Fire Flowers zijn in deze levels niet van toepassing. Wel zal Mario een Super Mushroom of Starman kunnen gebruiken. Met de Starman wordt hij tevens voor korte tijd onsterfelijk. Het muziekje dat je hoort als Mario de Starman pakt is een stukje uit de Cancan uit de opera Orphée aux enfers van J. Offenbach.
Weet de speler het level te beëindigen bij de bovenste deur of verslaat die een eindbaas, dan kan een bonusspel gespeeld worden, waarmee de speler een Fire Flower of maximaal drie extra levens kan verdienen. Hierbij bewegen Mario en een ladder tussen vier verschillende niveaus waarop voornoemde bonussen zijn te vinden. Met de A-knop kan de deze beweging stopgezet worden. Mario klimt dan via de ladder naar het niveau waarbij gestopt werd en loopt dan naar de bonus die verdiend wordt of Mario loopt hier afhankelijk van waar hij staat rechtstreeks naartoe.
Als het spel wordt uitgespeeld zal er een zogenaamde Hard Mode verschijnen in het spelmenu. In deze mode doorloopt Mario dezelfde levels als in het begin, alleen zullen er meer vijanden en obstakels aanwezig zijn. Als de Hard Mode wordt uitgespeeld verschijnt er een Level Select, waarmee de speler zelf bepaalt welk level hij speelt.